# چیپینگ نورتون، آکسفوردشر
latitudeچیپینگ نورتون، آکسفوردشرlongitudeچیپینگ نورتون، آکسفوردشر
چیپینگ نورتون، آکسفوردشر (به انگلیسی: Chipping Norton) یک منطقهٔ مسکونی در انگلستان است که در جنوب شرقی انگلستان واقع شده‌است.

## خصوصیات
چیپینگ نورتون ۵٬۹۷۲ نفر جمعیت دارد.